# Atrichopogon maculatus
Atrichopogon maculatus är en tvåvingeart som först beskrevs av Lundstrom 1910.  Atrichopogon maculatus ingår i släktet Atrichopogon och familjen svidknott. Inga underarter finns listade i Catalogue of Life.